# Mario Ghiozzi

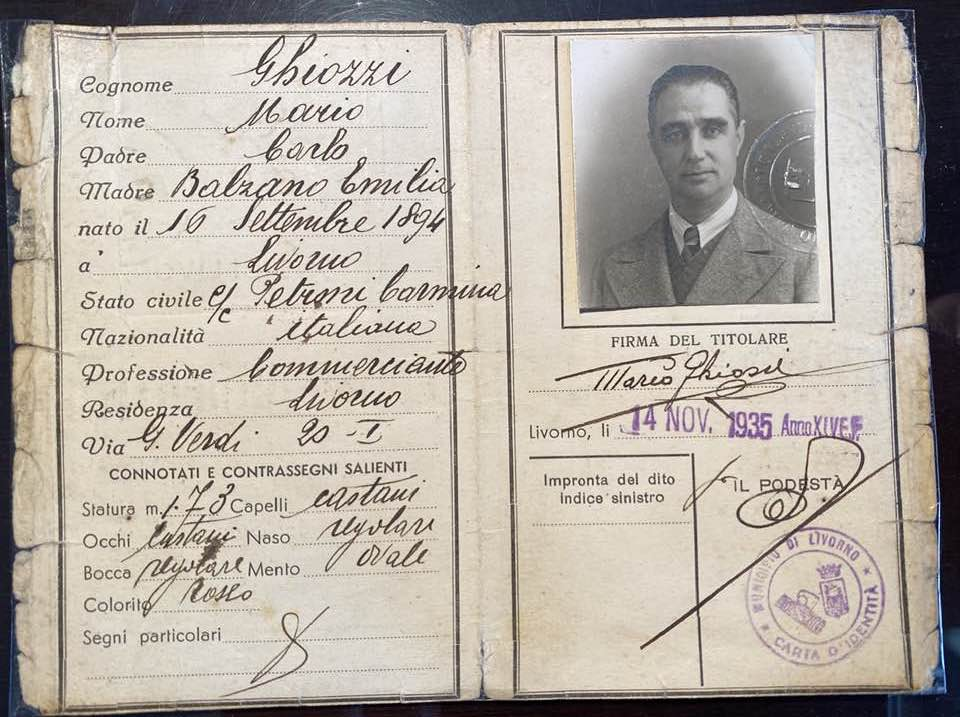

Mario Alberto Ghiozzi (Livorno, 16 settembre 1894 – Roma, 13 gennaio 1958) è stato un canottiere italiano. Fu il primo timoniere dell'Otto degli "Scarronzoni" di Livorno; nel 1936 Mario Ghiozzi venne eletto Commissario Unico della Regia Federazione Italiana di Canottaggio, dopo la guerra fu Commissario Tecnico (CT) della Nazionale fino a circa metà degli anni cinquanta.

## Biografia
Nel 1907, a tredici anni, esordì come timoniere per il "Remo" (che nel quinquennio 1895-99 aveva vinto ben quattro volte i campionati italiani di "quattro con"). Vinse poi due regate come timoniere: del jole due vogatori e timoniere e del jole quattro vogatori e timoniere (juniores) alle Regate internazionali di Nizza nel 1914.
Fu il primo timoniere dell'Otto dell'Unione Canottieri Livornesi, denominato nel 1928 "Scarronzoni". Vinse nel giugno del 1928 i campionati toscani di categoria sul lago di Massaciuccoli (Torre del Lago). Poco dopo a Pallanza (seconda competizione) si aggiudicò il titolo nazionale di jole a otto vogatori (juniores).
Nel maggio del 1929 a Orbetello ebbe il battesimo della gloria in quanto sempre come timoniere, non solo vinse ma dette la scia all'otto dell'Aniene di Roma. Avendo superato il peso fu quindi sostituito al timone degli Scarronzoni da Cesare Milani.
Poco dopo il "ragionier" Mario Ghiozzi divenne allenatore dello stesso equipaggio.
Nel 1930 lo troviamo direttore di voga dell'U.C.Livornesi. A partire dal 1933 promosse con Razzauti (presidente) la "leva livornese del remo", attuata per la prima volta in Italia. Con questo evento abbiamo la spiegazione del suo "vero miracolo", che non fu tanto quello di creare un "otto fuoriclasse" dal nulla, quanto nell'essere riuscito, dopo, a farlo durare per 14 anni con immutate caratteristiche di omogeneità, d'efficienza e di forza.
Impose ed attuò per primo in Italia il metodo naturale "Fairbairn"(Stephen (Steve) Fairbairn, 1862-1938), seguendo il quale gli Scarronzoni, in contrasto con il loro nome di origine, divennero da allora in poi nominati come modello di compostezza e di stile.
Una carriera sfolgorante fu la sua come tecnico, ricca di titoli conseguiti dai suoi atleti; era un livornese singolare, "che sta zitto", incaricando i fatti di parlare per lui. Nel 1935 entrò tra i Direttori Tecnici azzurri, nel 1936 a seguito dei successi conseguiti, Mario Ghiozzi venne eletto commissario unico del nuovo direttivo nazionale della Regia Federazione Italiana di Canottaggio, carica tramutata (nella dizione), dopo la guerra, in quella di commissario tecnico (CT), e conservata fino a circa metà degli anni cinquanta.
In qualità di CT azzurro accompagnò l'otto degli Scarronzoni alle Olimpiadi di Berlino, dove (nella zona di Grünau) nell'agosto del 1936 conquistarono la medaglia d'argento. Non essendo iscritto al PNF ottenne, in detta occasione, una particolare dispensa per potere indossare la divisa della nazionale. Ma venne la guerra e i livornesi dovettero lasciare le loro case per i massicci bombardamenti; solo questi dispersero l'armo degli Scarronzoni ma non il loro maestro che continuò a dirigere il canottaggio nazionale per quasi un altro decennio.
- Direttori Tecnici nella Storia Canottaggio Italiano (1924-1951)

https://www.canottaggio.org › old › annuario
Periodo - Cognomi e Nomi - Nazionalità
| 1924-1925 | Annoni Pietro, Baglioni Camillo, Ostinelli, Rossi Mario Alberto                                                                | Italia |
| 1926-1932 | Baglioni, Bon Giuseppe, Giulio Haag, Ostinelli, Rossi Mario Alberto, Nereo Squarzini                                           | Italia |
| 1933      | Annoni Pietro, Rossi, Baglioni, Boccalatte Alfredo, Archimede De Gregori, Filippi Giampietro, Giulio Haag, Giovannetti Massimo | Italia |
| 1934      | Renato Petronio | Italia |
| 1935      | Ghiozzi Mario, Mercanti, Annoni Pietro, Del Giudice, Petronio, Lago, Savarese, Archimede, De Gregori, Diana Arcuri             | Italia |
| 1936      | Ghiozzi Mario | Italia |
| 1948      | Ghiozzi Mario, Alfredo Boccalatte, Pietro Annoni, Bettini, Gaetani,                                                            | Italia |
| 1949-1951 | Ghiozzi Mario, Bettini, Gaetani, A. Mercanti, Severi                                                                           | Italia |

● Le grandi gare degli “Scarronzoni” negli anni Trenta
1929 - Bydgoszcz       Europei           Oro – 5’54”8               (2. Iugoslavia 6’00”2)
1930 - Liegi                 Europei           Argento – 5’33”4         (1. Stati Uniti 5’27”4)
1931 - Parigi               Europei           Argento – 6’02”0          (1. Francia 5’59”4) 
1932 - Los Angeles   Olimpiadi          Argento – 6’37”8          (1. Stati Uniti 6’37”6)
1933 - Budapest         Europei            Argento – 5’45”2         (1. Ungheria 5’44”2)
1935 - Grünau             Europei            5º posto – 6’22”8         (1. Ungheria 6’09”2)
1936 - Berlino             Olimpiadi          Argento – 6’26”0          (1. Stati Uniti 6’25”4)
1937 - Amsterdam      Europei             Oro – 6’00”5                (2. Germania 6’01”5)
- Gli "Scarronzoni" alle Olimpiadi

1932  Podio: 
1. USA (E.Salisbury, J.Blair, D.Gregg, D.Dunlap, B.Jastram, C.Chandler, H.Tower, W.Hall, tim. N.Graham) 6’37”3/5 
2. ITA (V.Cioni, M.Balleri, R.Bracci, D.Barsotti, Ro.Vestrini, G.Del Bimbo, E.Garzelli, R.Barbieri, tim. C.Milani) 6’37”4/5 
3. CAN (E.Eastwood, J.Harris, S.Stanyar, H.Fry, C.Liddell, W.Thoburn, D.Boal, A.Taylor, tim. G.MacDonald) 6’40”2/5 
All.: Mario Ghiozzi. 
1936  Podio 
1. USA (H.Morris, C.Day, G.Adam, J.White, J.McMillin, G.Hunt, J.Rantz, D.Hume, tim. R.Moch) 6’25”4 
2. ITA (G.Del Bimbo, D.Barsotti, O.Grossi, E.Bartolini, M.Checcacci, D.Secchi, O.Quaglierini, E.Garzelli, tim. C.Milani) 6’26”0 
3. GER (A.Rieck, H.Radach, H.Kuschke, H.Kaufmann, G.Völs, W.Löckle, H-J.Hannemann, H.Schmidt, tim. W.Malhow) 6’26”4 
All.: Mario Ghiozzi.